# Beninische Fußballnationalmannschaft
Die beninische Fußballnationalmannschaft (auch französisch Les Ecureuils, die Eichhörnchen) ist die Fußball-Auswahl von Benin und wurde durch die Fédération Béninoise de Football kontrolliert. Die Mannschaft war bis zum Jahre 1975 als Nationalmannschaft von Dahomey bekannt, da Benin früher Dahomey hieß.
Aufgrund des schlechten Abschneidens beim Africa-Cup 2010 (Aus in der Vorrunde) wurde die Nationalelf am 9. Februar 2010 mit sofortiger Wirkung aufgelöst. Allerdings trat Benin nur ein halbes Jahr später bereits wieder zur Qualifikation für den Afrika-Cup 2012 an.
Die Mannschaft qualifizierte sich bisher noch nicht für eine Fußball-Weltmeisterschaft, in den Jahren 2004, 2008, 2010 und 2019 jedoch für den Afrika-Cup.
Am 10. Mai 2016 wurde der Verband von der FIFA gemäß Art. 38 der FIFA-Statuten mit sofortiger Wirkung suspendiert, da aufgrund der Verfügung eines lokalen Gerichts die Durchführung einer anstehenden Wahl verunmöglicht wurde.

## Bekannte Spieler
- Nationalmannschaftskapitän Romuald Boco spielt bei Sligo Rovers. Boco ist bekannt als „King of Benin“.
- Alain Gaspoz spielte von 1992 bis 2007 in schweizerischen Profivereinen
- Moussa Latoundji spielte mit Energie Cottbus in der Bundesliga.
- Anicet Adjamossi in Frankreich aktiver und bekannter Abwehrspieler.
- Oumar Tchomogo stand u. a. bei EA Guingamp unter Vertrag.
- Moudachirou Amadou spielte bei Energie Cottbus, Hannover 96, dem FC St. Pauli und dem Karlsruher SC
- Razak Omotoyossi spielt bei Helsingborgs IF, wo er im UEFA-Pokal 2007/08 sehr erfolgreich trifft
- Jocelyn Ahouéya spielt seit der Saison 2004/2005 beim FC Sion
- Mickaël Poté spielte von 2011 bis 2014 bei der SG Dynamo Dresden
- Hyacinthe Sèwanou spielt seit 2012 beim FC Dieppe
- Cebio Soukou spielt seit 2019 für Arminia Bielefeld

## Trainer
- Joachim Fickert (1988–1989)
- Peter Schnittger (1992)
- Moise Ekoue (1993)
- Cecil Jones Attuquayefio (2003–2004)
- Hervé Revelli (2004)
- Edmé Codjo (2005–2007)
- Didier Notheaux (2007)
- Reinhard Fabisch (2007–2008)
- Michel Dussuyer (2008–2010)
- Jean-Marc Nobilo (2010)
- Denis Goavec (2010–2011)
- Edmé Codjo (2011–2012)
- Manuel Amoros (2012–2014)
- Didier Ollé-Nicolle (2014)
- Oumar Tchomogo (2015–2017)
- Michel Dussuyer (2018–2021)
- Moussa Latoundji (2022–2023) interim
- Gernot Rohr (2023–)

## Rekordspieler
Stand: 18. November 2024
Fett markierte Spieler sind noch aktiv.
| #   | Name               | Zeitraum         | Spiele | Tore |
| --- | ------------------ | ---------------- | ------ | ---- |
| 1.  | Stéphane Sessègnon | 2004–2019, 2022– | 88     | 24   |
| 2.  | Khaled Adénon      | 2006–0000        | 86     | 02   |
| 3.  | Mickaël Poté       | 2008–0000        | 68     | 09   |
| 4.  | Jodel Dossou       | 2013–0000        | 67     | 09   |
| 5.  | Steve Mounié       | 2015–0000        | 59     | 19   |
| 6.  | Damien Chrysostome | 2002–2011        | 58     | 0    |
| 6.  | Jocelyn Ahouéya    | 2003–2013        | 55     | 03   |
| 6.  | Razak Omotoyossi   | 2004–2016        | 55     | 21   |
| 9.  | Romuald Boco       | 2004–2013        | 52     | 01   |
| 10. | Enagnon David Kiki | 2015–            | 51     | 0    |
| 10. | Séïdath Tchomogo   | 2003–2014        | 51     | 04   |
| 12. | Jordan Adéoti      | 2012–0000        | 47     | 01   |
| 13. | Saturnin Allagbé   | 20144–           | 45     | 0    |
| 14. | Anicet Adjamossi   | 2002–2013        | 44     | 01   |
| 15. | Djiman Koukou      | 2008–0000        | 42     | 01   |
| 15. | Mouri Ogounbiyi    | 2007–2014        | 42     | 06   |

### Rekordtorschützen
Stand: 18. November 2024
Fett markierte Spieler sind noch aktiv.
| #  | Name               | Zeitraum         | Tore | Spiele |
| -- | ------------------ | ---------------- | ---- | ------ |
| 1. | Stéphane Sessègnon | 2004–2019, 2022– | 24   | 88     |
| 2. | Razak Omotoyossi   | 2004–2016        | 21   | 55     |
| 3. | Steve Mounié       | 2015–0000        | 19   | 59     |
| 4. | Oumar Tchomogo     | 1995–2008        | 15   | 34     |
| 5. | Jodel Dossou       | 2013–0000        | 09   | 67     |
| 5. | Mickaël Poté       | 2008–0000        | 09   | 68     |
| 7. | Moussa Latoundji   | 1993–2004        | 06   | 21     |
| 7. | Mouri Ogounbiyi    | 2007–2014        | 06   | 42     |

## Turniere

### Fußball-Weltmeisterschaft
| 1930 in Uruguay bis 1958 in Schweden | nicht teilgenommen, da kein FIFA-Mitglied |
| 1962 in Chile                        | nicht teilgenommen                        |
| 1966 in England                      | nicht teilgenommen                        |
| 1970 in Mexiko                       | nicht teilgenommen                        |
| 1974 in der BRD                      | nicht qualifiziert                        |
| 1978 in Argentinien                  | nicht teilgenommen                        |
| 1982 in Spanien                      | nicht teilgenommen                        |
| 1986 in Mexiko                       | nicht qualifiziert                        |
| 1990 in Italien                      | nicht teilgenommen                        |
| 1994 in den USA                      | nicht qualifiziert                        |
| 1998 in Frankreich                   | nicht teilgenommen                        |
| 2002 in Südkorea/Japan               | nicht qualifiziert                        |
| 2006 in Deutschland                  | nicht qualifiziert                        |
| 2010 in Südafrika                    | nicht qualifiziert                        |
| 2014 in Brasilien                    | nicht qualifiziert                        |
| 2018 in Russland                     | nicht qualifiziert                        |
| 2022 in Katar                        | nicht qualifiziert                        |

### Afrika-Cup
| 1957 im Sudan bis 1970 ebenda      | nicht teilgenommen, da kein CAF-Mitglied |
| 1972 in Kamerun                    | nicht qualifiziert                       |
| 1974 in Ägypten                    | zurückgezogen                            |
| 1976 in Äthiopien                  | zurückgezogen                            |
| 1978 in Ghana                      | nicht teilgenommen                       |
| 1980 in Nigeria                    | nicht qualifiziert                       |
| 1982 in Libyen                     | nicht teilgenommen                       |
| 1984 in der Elfenbeinküste         | nicht qualifiziert                       |
| 1986 in Ägypten                    | nicht qualifiziert                       |
| 1988 in Marokko                    | nicht teilgenommen                       |
| 1990 in Algerien                   | nicht teilgenommen                       |
| 1992 in Senegal                    | nicht qualifiziert                       |
| 1994 in Tunesien                   | nicht qualifiziert                       |
| 1996 in Südafrika                  | zurückgezogen                            |
| 1998 in Burkina Faso               | nicht qualifiziert                       |
| 2000 in Ghana/Nigeria              | nicht qualifiziert                       |
| 2002 in Mali                       | nicht qualifiziert                       |
| 2004 in Tunesien                   | Vorrunde                                 |
| 2006 in Ägypten                    | nicht qualifiziert                       |
| 2008 in Ghana                      | Vorrunde                                 |
| 2010 in Angola                     | Vorrunde                                 |
| 2012 in Gabun und Äquatorialguinea | nicht qualifiziert                       |
| 2013 in Südafrika                  | nicht qualifiziert                       |
| 2015 in Äquatorialguinea           | nicht qualifiziert                       |
| 2017 in Gabun                      | nicht qualifiziert                       |
| 2019 in Ägypten                    | Viertelfinale                            |
| 2022 in Kamerun                    | nicht qualifiziert                       |
| 2024 in der Elfenbeinküste         | nicht qualifiziert                       |
| 2025 in Marokko                    | qualifiziert                             |

### Afrikanische Nationenmeisterschaft
- 2009: in der Qualifikation zurückgezogen
- 2011: nicht teilgenommen
- 2014: in der Qualifikation zurückgezogen
- 2016: nicht teilgenommen
- 2018: nicht qualifiziert
- 2021: nicht qualifiziert

### Tournoi de l’UEMOA
- 2007: Gruppenphase
- 2008: Gruppenphase
- 2009: Gruppenphase
- 2010: Finale
- 2011: Gruppenphase
- 2013: Finale
- 2016: Gruppenphase